# Paul De Backer (zwemmer)
Paul De Backer (Schaarbeek, 28 november 1894 - Brussel, 9 januari 1963)was een Belgische zwemmer . Zijn favoriete slag als zwemmer was vrije slag. Hij behaalde één Belgische titel en nam eenmaal deel aan de Olympische Spelen.

## Loopbaan
De Backer werd in 1920 Belgisch kampioen op de 1500 m vrije slag. Hij nam dat jaar op dit nummer deel aan de Olympische Spelen in Antwerpen en werd met een zesde plaats in zijn halve finale uitgeschakeld.

## Belgische kampioenschappen
Langebaan
| Onderdeel         | Jaar |
| ----------------- | ---- |
| 1500 m vrije slag | 1920 |